# 1980年のパシフィック・リーグプレーオフ
1980年のパシフィック・リーグプレーオフは、1980年10月にプロ野球パシフィック・リーグの前期優勝チームと後期優勝チームの2球団で行われたプレーオフである。

## 概要
前期優勝の山内一弘監督率いるロッテオリオンズと後期優勝の西本幸雄監督率いる近鉄バファローズとの対決となった。前年に続いて近鉄が3連勝でプレーオフを制覇し、2年連続のリーグ優勝を果たした。西本と山内は20年前の1960年に大毎オリオンズの監督と選手として優勝した間柄であり、やはり西本の下で選手を務めた前年の阪急・梶本隆夫に続く「師弟対決」でもあった。
なお、近鉄主管の試合は前年度と同じ理由により大阪球場で行われた。 

## 試合結果
| 日付                       | 試合   | ビジター球団（先攻） | スコア | ホーム球団（後攻） | 開催球場 |
| 10月15日（水）             | 第1戦  | 近鉄バファローズ     | 4 - 1  | ロッテオリオンズ   | 川崎球場 |
| 10月16日（木）             | 第2戦  | 近鉄バファローズ     | 4 - 2  | ロッテオリオンズ   | 川崎球場 |
| 10月17日（金）             | 移動日 | 移動日               | 移動日 | 移動日             | 移動日   |
| 10月18日（土）             | 第3戦  | ロッテオリオンズ     | 4 - 13 | 近鉄バファローズ   | 大阪球場 |
| 年間優勝：近鉄バファローズ |        |                      |        |                    |          |

### 第1戦
10月15日　川崎　観衆18000人
| 近鉄   | 1 | 0 | 0 | 2 | 0 | 1 | 0 | 0 | 0 | 4 |
| ロッテ | 0 | 0 | 0 | 1 | 0 | 0 | 0 | 0 | 0 | 1 |

（近）○井本（1勝）－梨田

（ロ）●仁科（1敗）、倉持、安木－高橋、土肥

本塁打

（近）平野1号ソロ（1回仁科）、羽田1号2ラン（4回仁科）、栗橋1号ソロ（6回仁科）
近鉄は初回の平野の先頭打者本塁打を皮切りに4回・6回と全て本塁打による得点でリードを奪う。近鉄先発の井本は4回に落合博満のタイムリーで1点を失ったのみで完投勝ちし、近鉄が先勝。

### 第2戦
10月16日　川崎　観衆19000人
| 近鉄   | 1 | 2 | 0 | 0 | 0 | 0 | 0 | 1 | 0 | 4 |
| ロッテ | 0 | 0 | 0 | 1 | 0 | 0 | 0 | 0 | 1 | 2 |

（近）○鈴木（1勝）－有田修

（ロ）●水谷（1敗）、安木、倉持－土肥

本塁打

（ロ）有藤1号ソロ（9回鈴木）
1回表、近鉄は1死1、3塁とすると4番のチャーリー・マニエルがスクイズを決め先制。2回にも石渡茂と吹石徳一のタイムリーで2点を追加。近鉄先発の鈴木は有藤のタイムリーと本塁打で2点を失うも完投勝ちし、近鉄が王手。

### 第3戦
10月18日　大阪　観衆32000人
| ロッテ | 2 | 1 | 1 | 0 | 0 | 0 | 0 | 0 | 0 | 4  |
| 近鉄   | 1 | 0 | 0 | 4 | 3 | 0 | 5 | 0 | X | 13 |

（ロ）●仁科（2敗）、安木、水谷、小俣、福間－土肥、高橋

（近）柳田、○村田（1勝）－梨田

本塁打

（ロ）張本1号ソロ（1回柳田）

（近）アーノルド1号ソロ（4回仁科）、平野2号3ラン（4回仁科）、梨田1号2ラン（7回水谷）、吹石1号3ラン（7回小俣）
後のないロッテは1回に張本のソロと土肥のタイムリーで2点を先制し近鉄先発の柳田をKO、3回までに4-1とリードするが、4回裏に近鉄は平野の3ランで逆転、その後もホームラン攻勢でリードを広げる。近鉄は1回途中から柳田をリリーフした村田が最後まで投げ、ストッパー山口哲治の不在を先発投手陣がカバーした近鉄が3連勝で2年連続のリーグ優勝を決めた。

## 表彰選手
- 最優秀選手 平野光泰（近）
- 敢闘賞　有藤道世(ロ)
- 優秀選手　クリス・アーノルド(近)、井本隆（近）、鈴木啓示（近）

## テレビ・ラジオ放送

### テレビ中継
- 第1戦:10月15日
  - TBSテレビ≪JNN系列≫

解説：牧野茂 ゲスト解説：野村克也
- 第2戦:10月16日
  - 日本テレビ≪NNN系列≫

解説：中村稔
- 第3戦:10月18日
  - 朝日放送≪ANN系列≫

実況 植草貞夫 解説：皆川睦雄 ゲスト解説：東尾修

### ラジオ中継
- 第1戦：10月15日
  - NHKラジオ第1 解説：鶴岡一人
- 第2戦：10月16日
  - NHKラジオ第1 解説：川上哲治
- 第3戦：10月18日
  - NHKラジオ第1 解説：加藤進
  - TBSラジオ（朝日放送制作） 解説：花井悠